# أديب

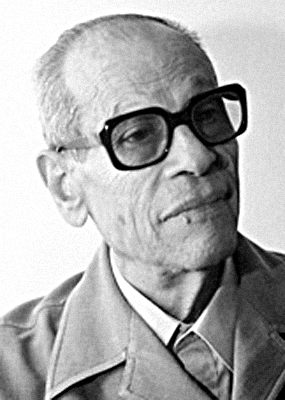
نجيب محفوظ

الأديب هو الشخص الذي يعمل في صناعة الأعمال الأدبية، ويشمل الأدب العربي كالنثر والشعر المكتوبين بالعربية، وكذلك يشمل القص والرواية والمسرح والنقد.
«الشاعر» أَدَبِيٌُ، ولا نقول فيه: أديب، فالشعر جنس من الأجناس الأدبية، وإن كان أكثرَها شيوعا فليست الآداب كلها شعرا.
وكذلك نقول في «الناقد» و«الروائي» و«المسرحي»...
يطلق لقب «الأديب» على الدارسين الخبراءِ بفنون الأدب الذين لهم اطلاع واسع بكافة الأجناس الأدبية، فمن أضفنا له صفة «الأديب» وكان جاهلا ببعض تلك «الأجناس» أعطيناه ما لايستحق، وغمطنا بعض الأدب حقه.
«الأديب» لقب أعظم مما يُراد به في عصر «الإعلام» هذا